# Cecil von Renthe-Fink
Cecil von Renthe-Fink, né le 27 janvier 1885 et mort le 22 août 1964, est un diplomate allemand, ambassadeur d'Allemagne au Danemark puis auprès du régime de Vichy, où il succède à Roland Krug von Nidda.

## Biographie
Le 7 mai 1944, Cecil von Renthe-Fink, « délégué spécial diplomatique du Führer auprès du chef de l'État français », diplomate allemand nommé par Hitler et Ribbentrop, placé, le 28 décembre 1943, par Otto Abetz auprès de Philippe Pétain, pour le surveiller, lui fait quitter Vichy avec son épouse et sa suite, dans dix-huit voitures (dont onze d'escorte policière allemande) pour le château de Voisins, près de Rambouillet. Le motif invoqué officiellement par les Allemands était d'assurer la sauvegarde du maréchal en cas de débarquement allié.